# 阿迪特冰原島峰
65°54′S 62°48′W / 65.900°S 62.800°W
阿迪特冰原島峰（英語：Adit Nunatak）是南極洲的冰原島峰，位於葛拉漢地，處於阿利比山西北面5公里，在1955年由英國的探測隊所探測，現時由南極條約體系管理。